# روبرت هيل (لاعب كريكت جامايكي)
روبرت هيل (14 أغسطس 1954 - ) (بالإنجليزية: Rupert Hill)‏ هو لاعب كريكت جامايكي.